# 真珠の首飾りの女
『真珠の首飾りの女』（しんじゅのくびかざりのおんな、蘭: Vrouw met een parelsnoer, 独: Junge Dame mit Perlenhalsband, 英: Woman with a Pearl Necklace）は、オランダ黄金時代の画家ヨハネス・フェルメールが1663年から1665年に制作した絵画である。油彩。フェルメールは2本の黄色いリボンと真珠のイヤリング、真珠のネックレスを身に着けた若いオランダ人の女性を描いている。当時非常に人気があったフェルメールは、室内や家庭における女性を多く描いた。本作品に描かれた黄色い上着を着た女性像は本作品の他にいくつかの作品でも描かれている。現在はベルリンの絵画館に所蔵されている。

## 作品

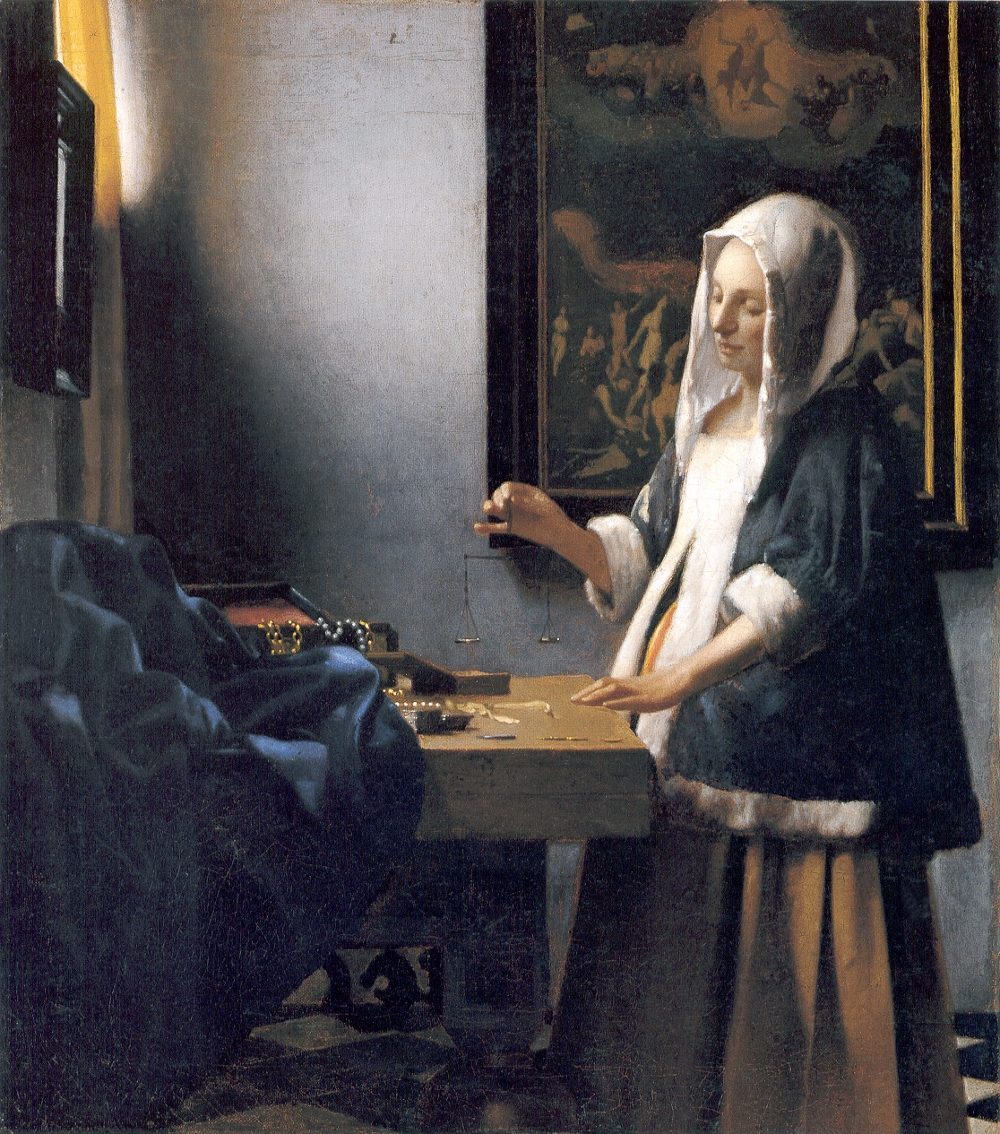
『天秤を持つ女』。1662年から1663年。ワシントン・ナショナル・ギャラリー所蔵。

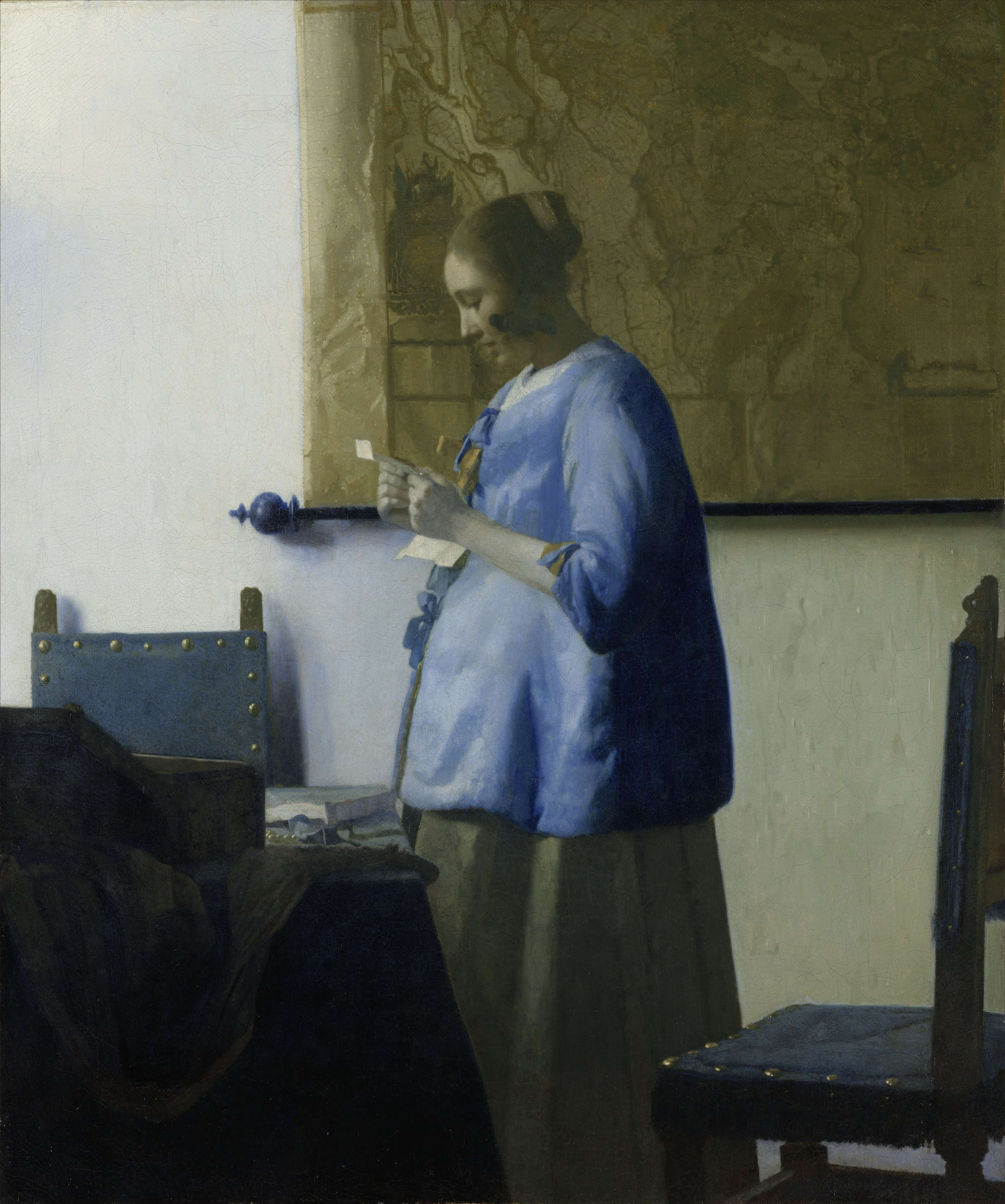
『青衣の女』。1665年頃。アムステルダム国立美術館所蔵。

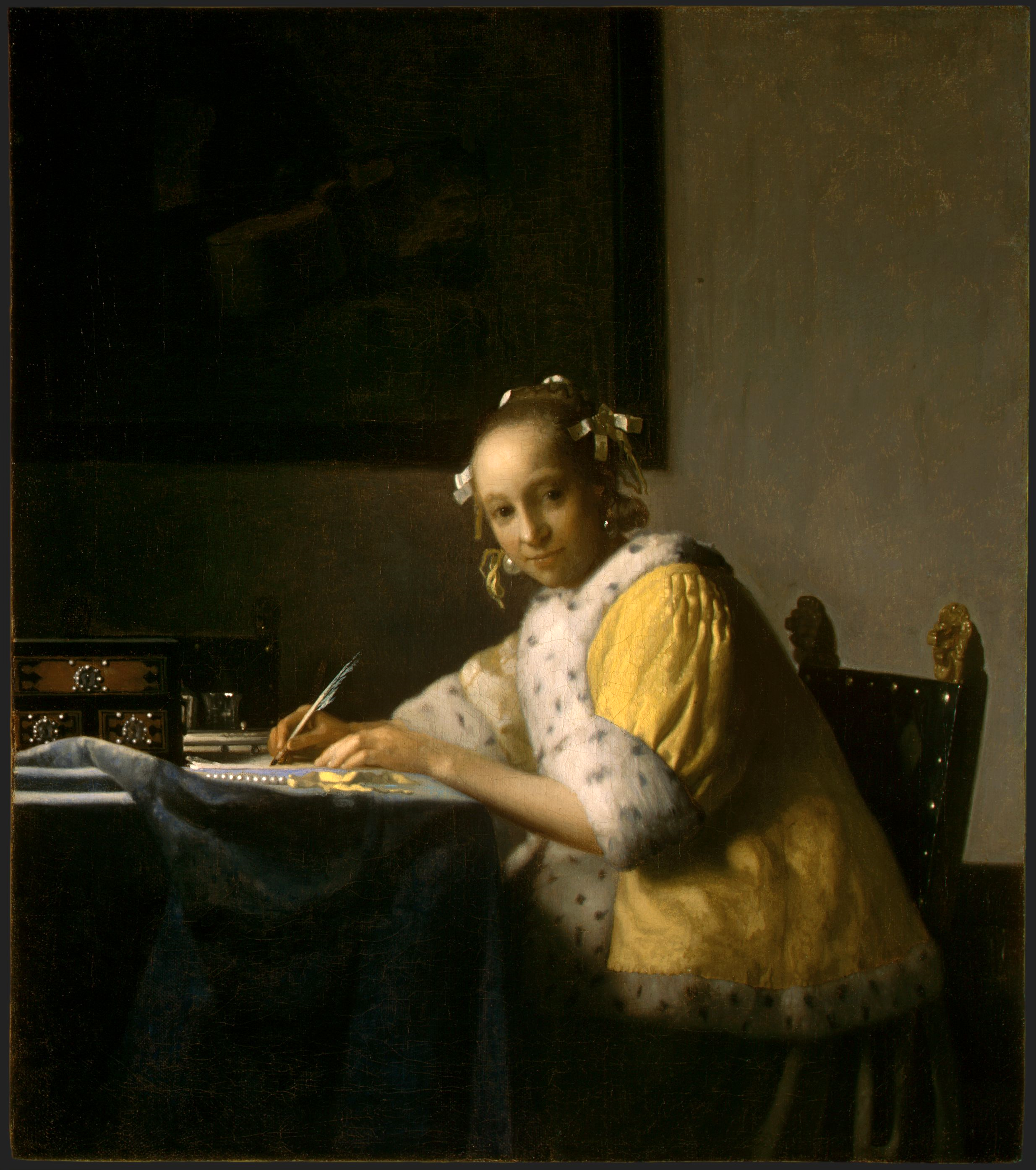
『手紙を書く女』。フェルメールは毛皮で縁取られた黄色い上着を着た女性像をいくつか描いている。1665年から1666年頃。ワシントン・ナショナル・ギャラリー所蔵。

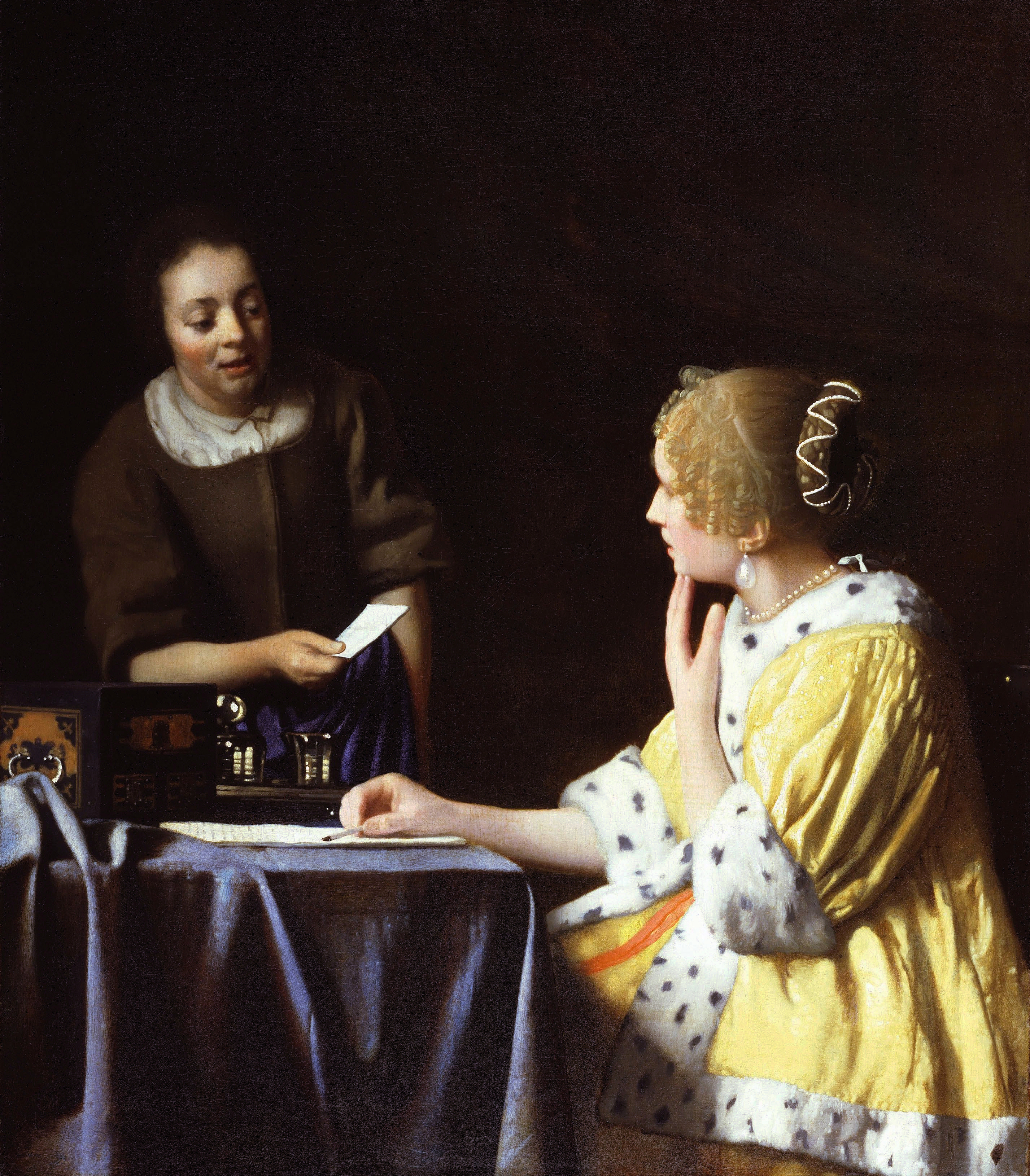
『婦人と召使』。	1666年から1667年頃。フリック・コレクション所蔵。

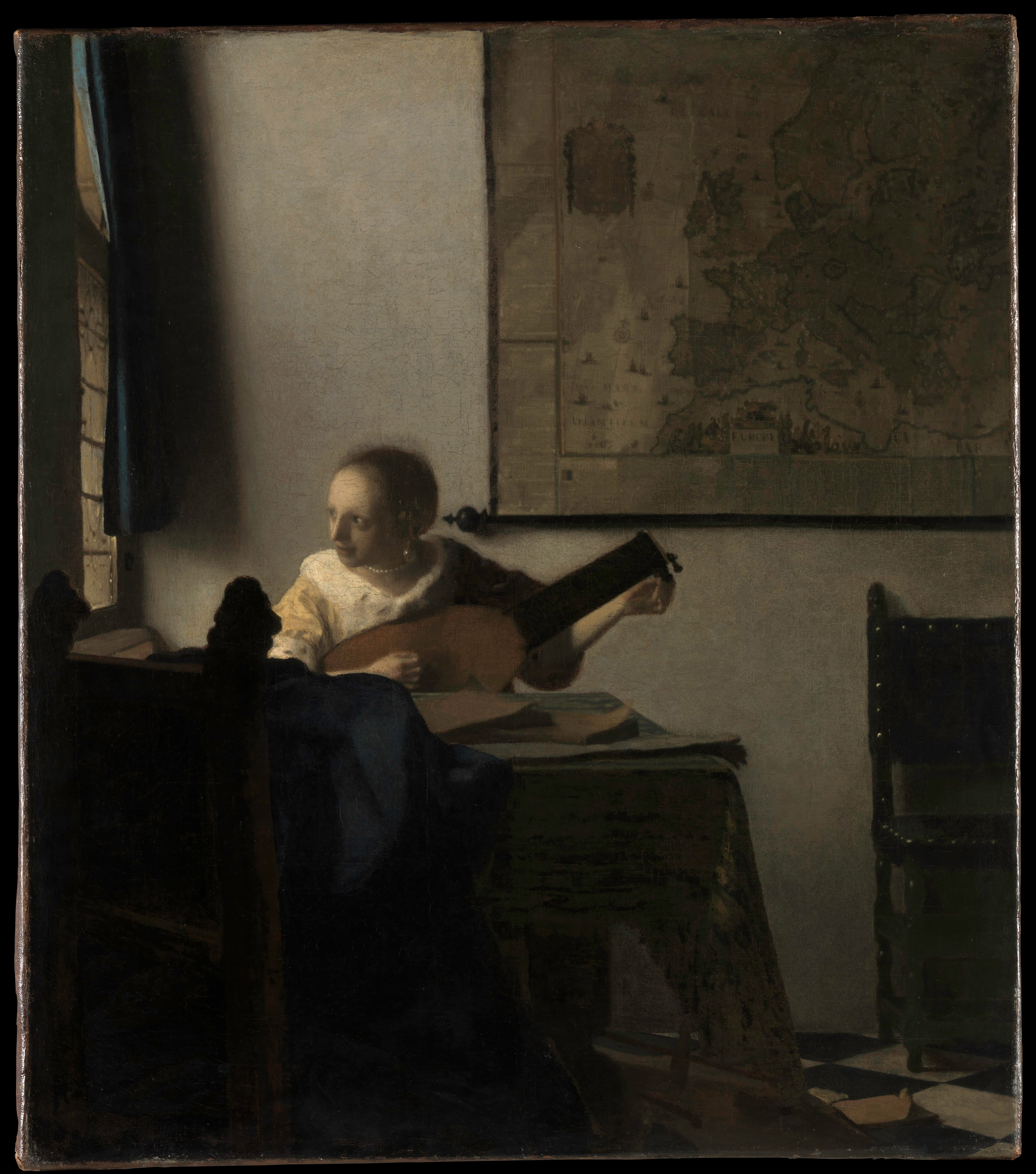
『リュートを持つ女性』。1662年から1663年頃。メトロポリタン美術館所蔵。

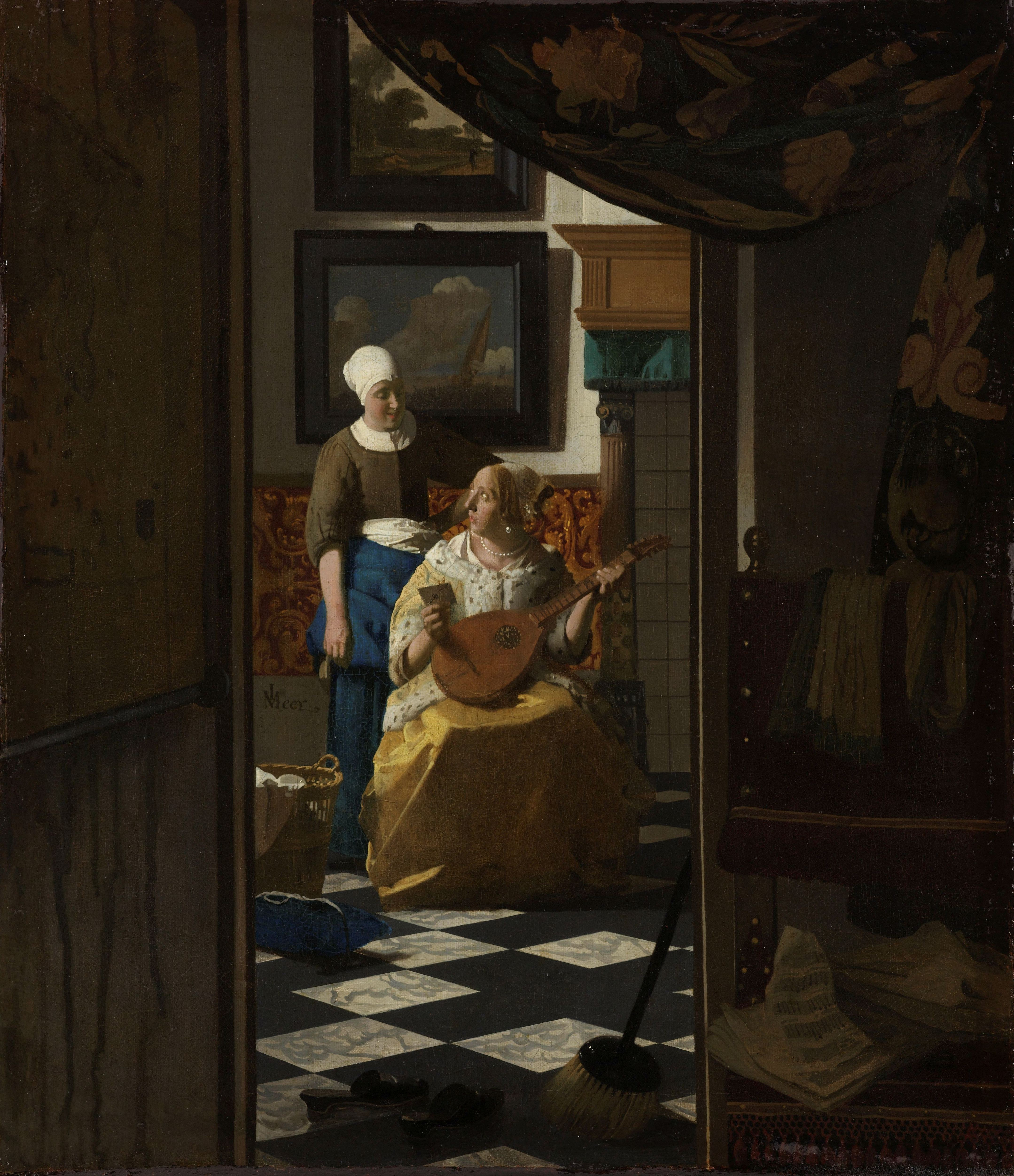
『恋文』。1669年から1670年の間。アムステルダム国立美術館所蔵。

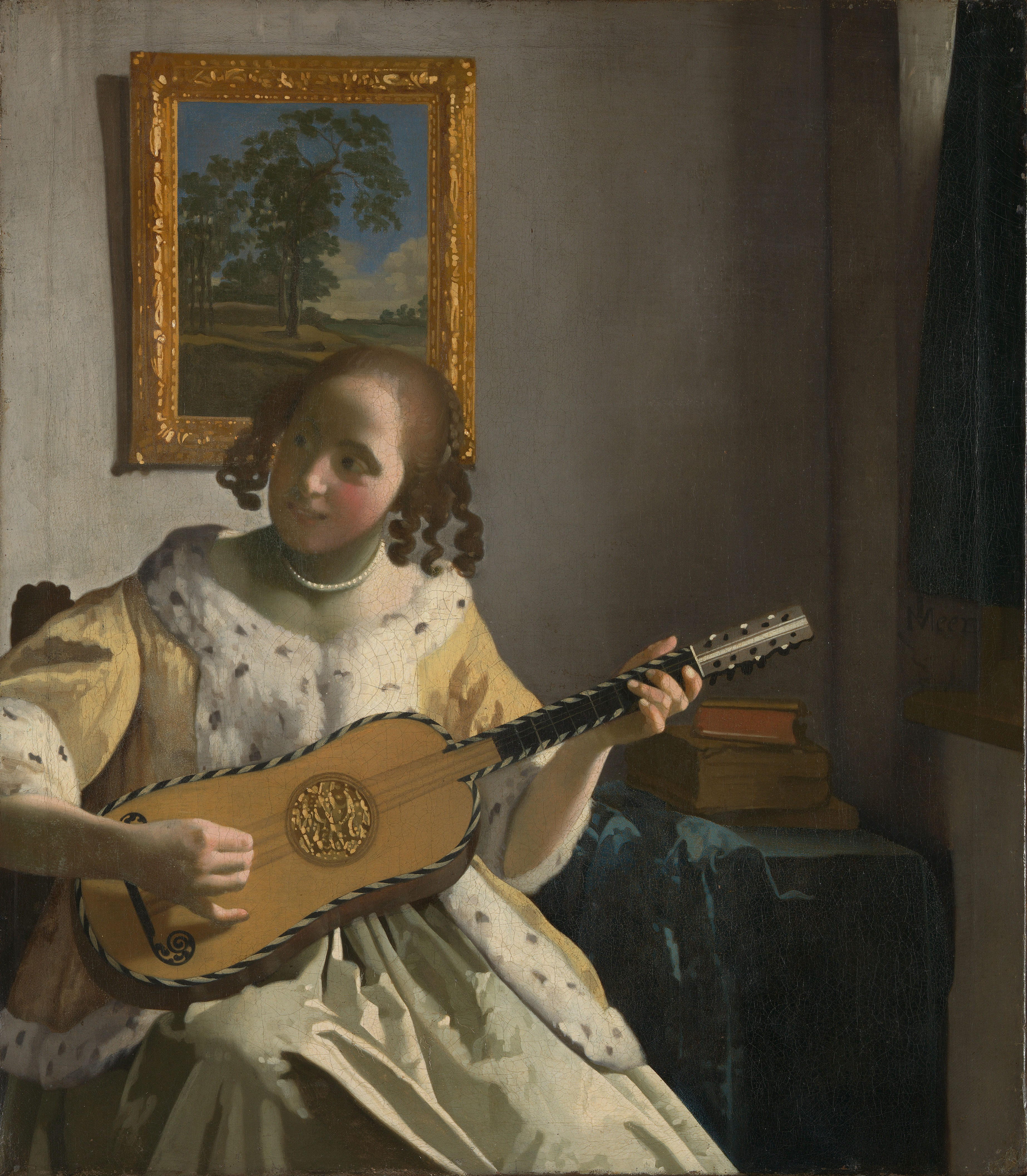
『ギターを弾く女』。1670年から1673年頃。ケンウッド・ハウス所蔵。

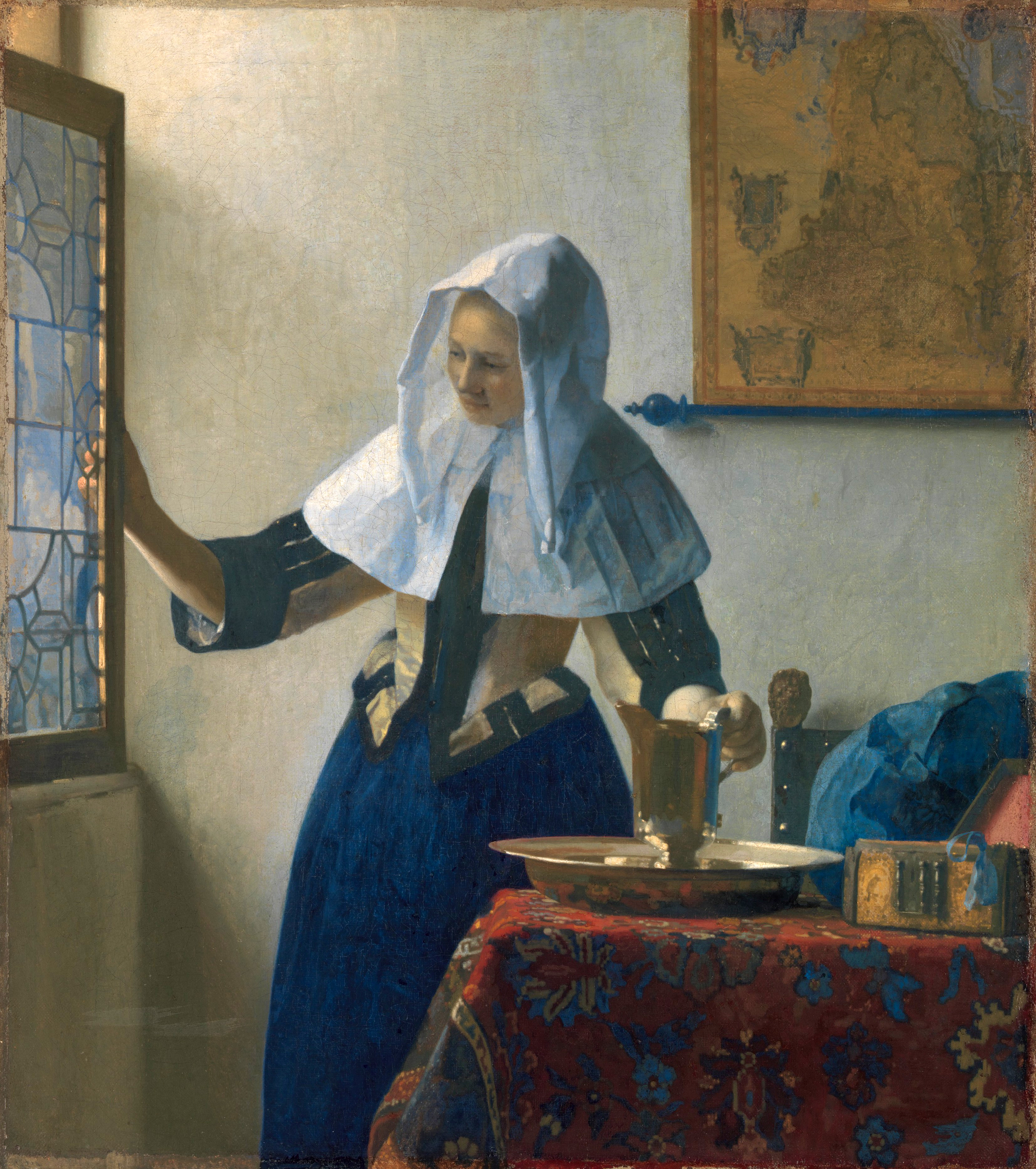
『水差しを持つ女』。1662年頃。メトロポリタン美術館所蔵。

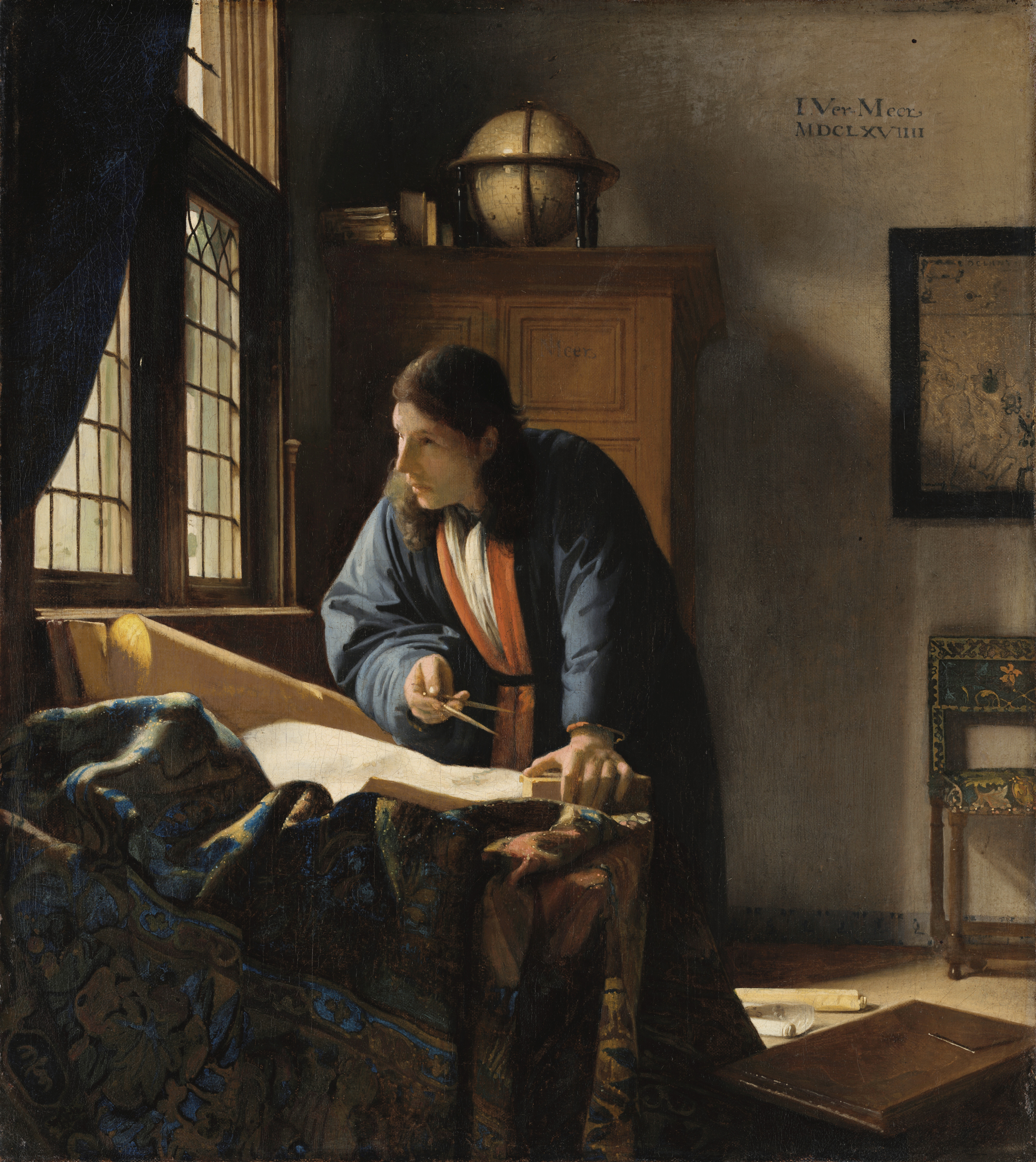
『地理学者』。1668年。シュテーデル美術館所蔵。

1人の若いオランダ人の女性が窓から射し込む日の光に向かって画面左を向いている。フェルメールがここで描いているのは、『天秤を持つ女』（Vrouw met weegschaal）や『青衣の女』（Brieflezende vrouw in het blauw）と同様に、何らかの日常生活に専念している女性である。これらは1662年から1665年頃にさかのぼる小さな作品群の1つであり、どの作品でも、女性は自身の思案とともに自己の内面に向かい、わずかな身体の動きで自らに表情を与えている。絵画にはフェルメール特有の様式とともに、黄色のドレープカーテンや、額装されて壁に飾られた鏡、画面左からの照明、家庭で用いる種々の道具、表情豊かな横顔といった要素を含んでいる。
上流階級の家庭の出身と思われるこの女性は、黒い斑点のある白い毛皮で縁取られた黄色い上着をまとっている。彼女は首にかけた真珠のネックレスの黄色いリボンを手に取って、壁に掛けられた鏡に映った自分の姿を眺めながら物思いにふけっている。女性の前には分厚い木製のテーブルが置かれ、女性と鏡の間の空間を埋めている。テーブルの上には女性の化粧道具が置かれているほか、壁のそばに中国製の蓋つきの壺とテーブルクロスが置かれている。この部分は非常に暗く、テーブルの大部分を覆っている。テーブルの画面奥と、女性が立っている画面右の前景には椅子が置かれている。窓から射し込む光は乳白色の壁によって分散しながら女性を照らしている。
署名はテーブルの端に「IMeer」と描き込まれている。しかし現在では机の暗がりの中でほとんど見えなくなっている。

### 図像的源泉
オランダのバロック絵画の中でフェルメールの作品は非常に特徴的である。ここではフェルメールは朝に化粧をする女性を描いている。この主題は1650年代と1660年代のオランダで非常に人気があり、フェルメールに直接影響を与えたと考えられる先行例がいくつか指摘されている。具体的にはヘラルト・テル・ボルフの1650年頃の絵画『メイドとともに化粧する若い女』（Jonge vrouw aan haar toilet, met een dienstmeid）、フランス・ファン・ミーリスの1658年の絵画『真珠を糸で結ぶ若い女性』（Jonge vrouw die parels aan het rijgen is）や同じく1662年以降の『鏡の前に立つ女性』（Woman standing in front of a mirror）といった作品が挙げられており、フェルメールはこれらの作品から、画面の左側を向いて、鏡の前に立ち、真珠の紐を持っている、七分丈の女性といった要素を採用したと考えられている。

### 構図の諸要素

#### 鏡
鏡の黒い額縁はおそらく富と地位を表す黒檀で制作されている。フェルメールが鏡を使用している点も特徴的である。フェルメールは内省の感覚を女性の虚栄心あるいは女性的な力の描写と関連づけた。他の歴史家はこの鏡がおそらくオランダのヴァニタスのテーマあるいは死を思い出させるものを示していると信じているが、この作品に広がる静寂は肯定的な比喩の連想とより調和している。

#### 白い壁
絵画の大部分は白い壁で占められている。フェルメールは多くの作品で室内の壁に飾られた地図や絵画を描いており、本作品でも幅広い筆致で壁に地図を描いていたが、制作の過程で塗りつぶしている。同様に画面右前景の椅子の上に描いていたリュートのような弦楽器もまた塗りつぶしている。この変更は構図上の理由によるものである。以前の構図では、鑑賞者の注意を逸らせるような様々な物が画面にあふれていたが、フェルメールはそれらを除去することで、主題である若い女性を効果的に見せるための舞台を作り上げ、鑑賞者が彼女の周囲の様々な物に気を散らされることなく、より女性の表情や行為、視線の先にある鏡に映った自身との無言の対話に、目を向けることができるようにしている。
このように、フェルメールは冷たい光の遊びの中で、何もない空間を女性と鏡の間の橋渡し役に変え、絵画の洗練された品質を高めることに成功している。

#### 女性の描写
若い女性は間違いなくこの作品の最も描写的な部分である。女性が身に着けている真珠のネックレス、特大のティアドロップの真珠のイヤリングや、星状に結んだ赤いリボン、シニヨンの髪型は、彼女がオランダの上流階級に属していることを示している。彼女の星形のリボンと髪型は1660年代初頭以降のオランダで人気があった。白い毛皮で縁取られた黄色の上着は、まず間違いなくフェルメールの家で記録されたものである。実際に1676年に作成されたフェルメールの遺品目録には、おそらく妻カタリーナ・ボルネス（Catharina Bolnes）のものと思われる「白い毛皮で縁取られた黄色いサテンのマント」が記載されている。この衣装は他にも『リュートを持つ女性』（Vrouw met een luit）、『手紙を書く女』（Dame Schrijft Brief）、『婦人と召使』（Dame en dienstbode）、『恋文』（De liefdesbrief）、『ギターを弾く女』（Jonge gitaarspelende vrouw）でも描かれている。これらのトリムを比較することで、美術史家はフェルメールの描法を調べることができる。微細な筆運びから、美術史家はリアリズムを作り出そうとするフェルメールの試みを明らかにする灰色と白の何層もの薄い絵具層を解読している。これらのコートはまた美術史家にその時代を垣間見せた。1660年代半ばには、多くのオランダの室内装飾でこれらの衣服が表現された。これらの衣服はオランダの長い冬の期間に一般的に使用されていた。

#### カーテン
フェルメールは、画面左端に引き戻された黄色のカーテンを使用し、レモンイエローの豊かな色調で女性の上着を完成させることで、絵画の両端のバランスを作り出している。カーテンが覆う窓は、同じくフェルメールの絵画『中断された音楽の稽古』（Die unterbrochene Musikstunde）、『音楽の稽古』（De muziekles）、『リュートを持つ女性』、『水差しを持つ女』（Vrouw met waterkan）の窓と非常によく似ている。

#### 化粧道具
本作品のもう1つの重要な側面は、テーブル上の化粧道具の配置である。テーブルの上には、宝石箱、象牙の櫛、パウダーボックス、パウダーブラシが並べて置かれており、朝の化粧を終えたところであることを示している。これらの化粧道具は若い上流階級の女性の軽薄さ、職業の欠如、些細な行動のために時間を浪費することに対する批判を示唆している可能性がある。

#### 椅子
画面にはテーブルの奥と女性の前景の2か所に椅子が配置されている。これらの椅子は16世紀後半から17世紀初頭にかけて一般的であった装飾的な鋲を備えた布張りの椅子で、おそらく『地理学者』（De geograaf）や『合奏』（Het concert）で描かれた椅子と同一のものである。
画面右の椅子の光沢のある真鍮製の鋲に置かれた円形のハイライトは、構図の下半分にある濃い色彩との空間的な距離の物理的な感覚を生み出している。一部の研究者は座り手のいないこれらの椅子は、画面の外側にいる男性の存在、おそらく求婚者を暗示していると考えている。いずれにせよ、フェルメールは椅子を配置することで奥行きの効果を達成すると同時に、親密な印象を高めている。

#### テーブルクロス
画面左に掛けられた深い青色のテーブルクロスは作品に強いコントラストをもたらしている。フェルメールは絵画の幾何学的なレイアウトを維持するために、コントラストとなる領域を作る必要があった。テーブルクロスのくすんだ色は退色が原因である可能性がある。中性子オートラジオグラフィーを用いた科学的調査は、以前はテーブルクロスがもっと左に引き戻され、テーブルトップの下の床に黒と白のタイルが描写されていたことを明らかにしている。おそらく鏡を見つめる女性の図像から鑑賞者の注意をそらせることを避けるためと思われる。

#### 中国製の磁器
画面左端の壁のそばに中国製の磁器が描かれている。それは前景の暗がりの中にあるため、壺の形や装飾模様はほとんど窺うことはできないが、おそらく《生姜壺》と呼ばれるタイプのものと考えられている。これはもともと塩や、ハーブ、油、生姜などを保管するために使用され、西洋に輸出する際によく生姜が入れられたことからこの名前で呼ばれた。この壺はフェルメールが光を表現することにどれほど魅了されたかを示している。すなわち壺の輪郭をハイライトで描きつつ、光沢のある壺の表面を正確に形作り、画面に描かれていない窓の存在を示すため、ハイライトを慎重に配置している。

### 様式
フェルメールはおそらく本作品の特定の側面に質感を追加するために上塗りした色調として、赤や、黄、お気に入りの青などの、より構造化された色彩を使用した。一部の美術史家は、フェルメールがカメラ・オブスクラを使用して本作品を制作したと推測している。この説が正しければ、作品を制作するために光源を用いた遠近法を使用できたはずである。フェルメールはおそらく作品を際立たせるためにラピスラズリという顔料を使用した。非常に高価な素材であるラピスラズリは、フェルメールの作品のほとんどで独特の顔料を作るために少量使用された。

## 来歴
本作品の来歴はフェルメールのパトロンであったピーテル・クラース・ファン・ライフェンのコレクションまでさかのぼる。ファン・ライフェンが1674年に死去すると、絵画はファン・ライフェンの他のフェルメール作品とともにおそらく未亡人のマリア・デ・クナイツ、さらに娘のマフダレナ・ファン・ライフェン（Magdalena van Ruijven）に相続された。マフダレナはタイポグラファー・印刷業者・美術収集家であったヤーコプ・ディシウスと結婚したことで、絵画はディシウスの所有するコレクションに加わった。ディシウスが1695年に死去すると、21点ものフェルメール作品を含む彼のコレクションは、1696年5月16日にアムステルダムで開かれた競売で売却された。その後、絵画は19世紀初頭にアムステルダムの複数の個人コレクションに所有されたのち、画家アンリ・グレヴェドン（Henri Grevedon）のコレクションとしてパリにあり、1860年以前にフェルメール再評価に貢献した美術評論家テオフィル・トレ＝ビュルガーに売却された。その後、絵画は1868年にドイツの起業家・銀行家・美術収集家のバルトルト・ズエルモントの手に渡ったが、ズエルモントは1874年に自身のコレクションの売却を余儀なくされ、この機会に『真珠の首飾りの女』はベルリンの絵画館によって購入された。第二次世界大戦中の1945年3月11日にカイセロダ＝メルカース塩採掘場（the salt mines of Kaiseroda-Merkers）で保管されたが、4月17日にアメリカ軍によって発見・没収された。その後、本作品を含む美術品は1945年4月17日にフランクフルトのドイツ帝国銀行に移されたのち、1945年8月20日から8月31日までヴィースバーデン美術館に設けられたヴィースバーデン中央美術品収集所で一時的に保管されたのち、絵画館の200以上の芸術作品とともに、ワシントンD.C.のナショナル・ギャラリーに移された。1949年、アメリカ合衆国は管財権をヘッセン州に引き渡し、1956年以降に正式に絵画館の芸術作品がヴィースバーデンからベルリンに返還された。

## 影響
ピーテル・ヤンセンス・エーリンハは本作品に触発されて、『インテリアで真珠の首飾りを持つ女』（Een dame met een parelsnoer in een interieur）を描いたことが指摘されている。エーリンハはこの作品で、鏡が掛けられた窓際のテーブルの前に立ち、ネックレスの紐を手に持っている女性を描いている。

## 大衆文化
1981年のコメディ映画『ミスター・アーサー』（Arthur）で、登場人物の1人マーサは孫に見合い結婚の同意を求めながら新しく購入した絵画（『真珠にうっとりする女』と呼ばれている）を開封する。

## ギャラリー
フェルメールが影響を受けたと考えられている作品

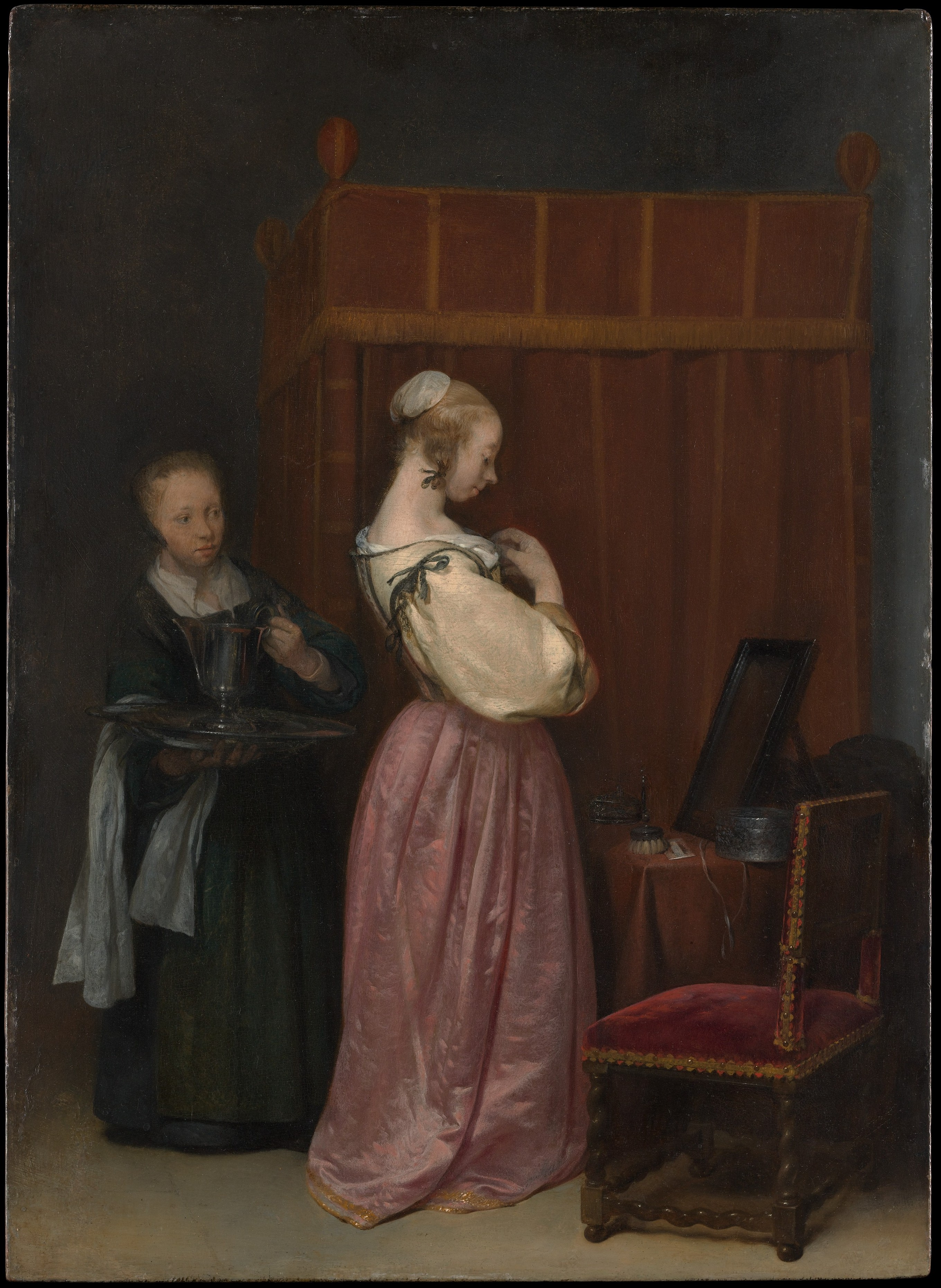
ヘラルト・テル・ボルフ『メイドと化粧する若い女』1650年頃 メトロポリタン美術館所蔵
フランス・ファン・ミーリス『真珠を糸で結ぶ若い女性』1658年 ファーブル美術館所蔵
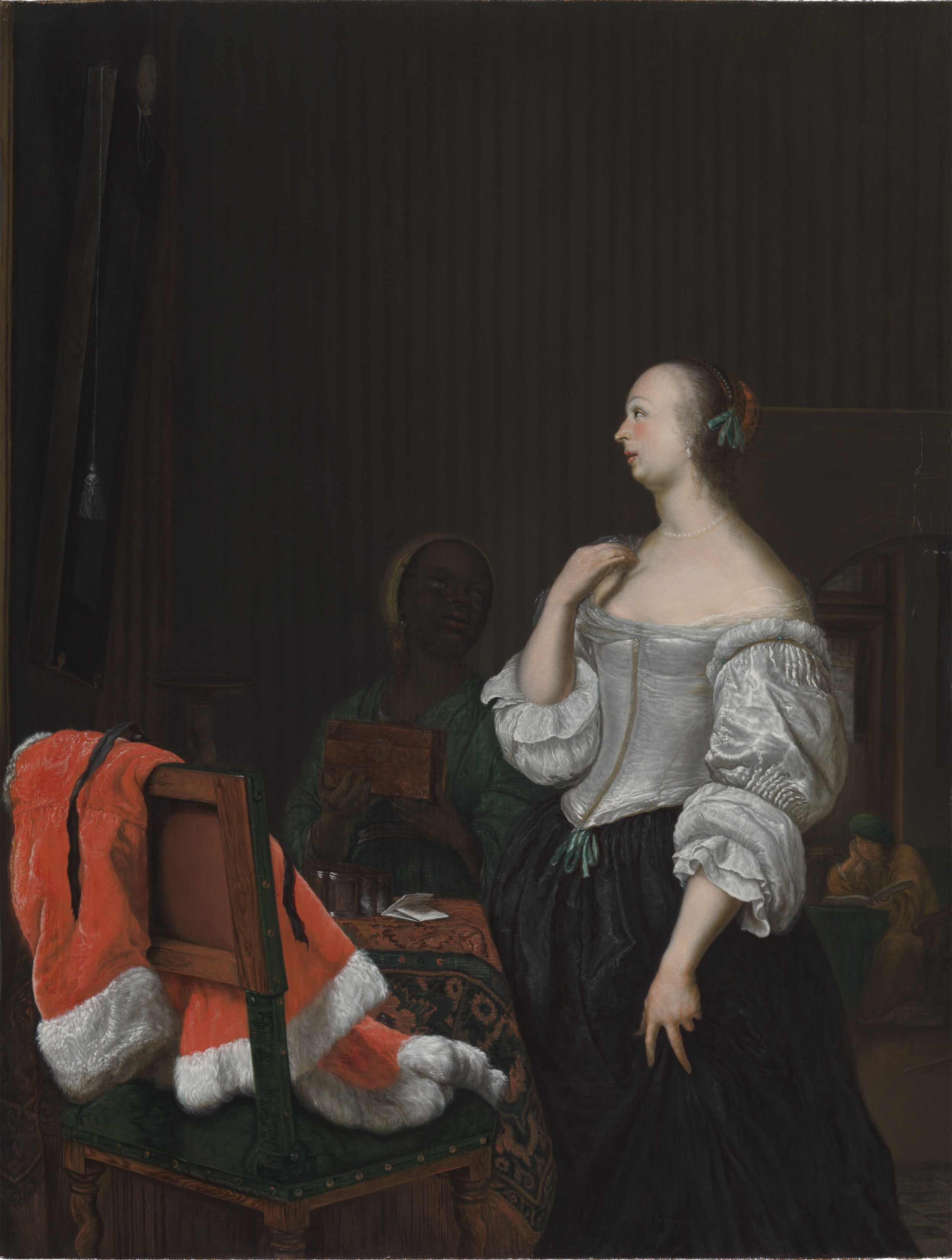
フランス・ファン・ミーリス『鏡の前に立つ女性』1662年以降 ライデン・コレクション
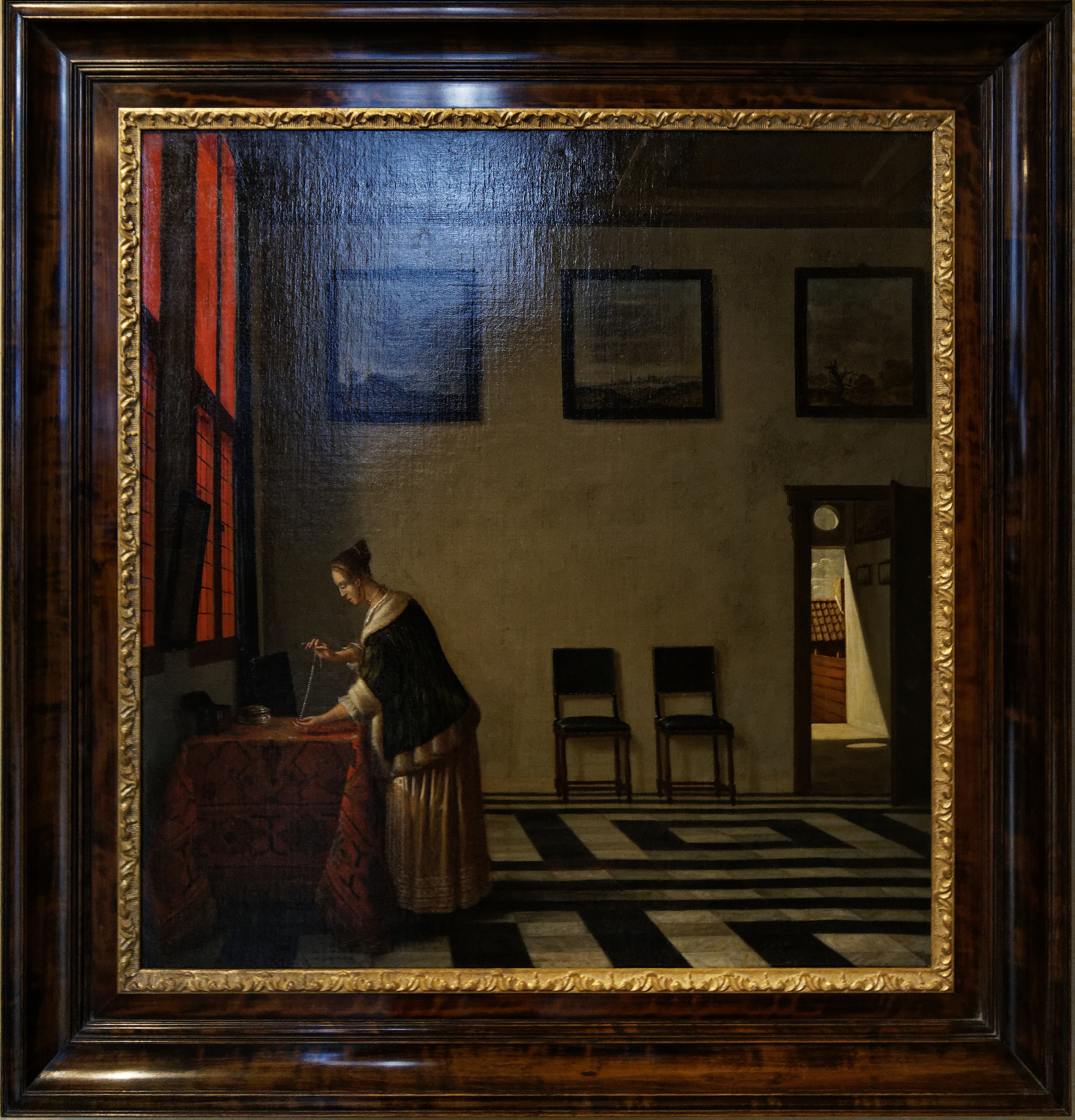
ピーテル・ヤンセンス・エーリンハ『インテリアで真珠の首飾りを持つ女』 ブレディウス美術館所蔵